# I (斉藤さおりのアルバム)
『i』（アイ）は斉藤さおりのミニ・アルバム。

## 内容
デビュー25周年を迎えた本作は麻倉あきらが本名の斉藤さおりとしてリリースし、全曲の作詞は自身によるもので、作曲には野村義男、EARTHSHAKERの西田昌史など、著名なミュージシャンを起用している。全体を通じては5年10ヶ月ぶり、斉藤さおりとしては「LOVE' LESS」以来、20年ぶりとなる。「Over the Sky」は自身初の作曲。

## 批評
CDジャーナルは「ハード・サウンドを活かしたロック・チューンを力強く歌う」と評した。

## 収録曲
1. ケレド望ム
作詞：斉藤さおり　作曲：西山史晃
2. 信じる者は救われる
作詞：斉藤さおり　作曲：野村義男
3. 愛するひとよ
作詞：斉藤さおり　作曲：西田昌史
4. SAYONARA
作詞：斉藤さおり　作曲：鵜島仁文
5. Over the Sky
作詞・作曲：斉藤さおり
6. 茜色
作詞：斉藤さおり　作曲：宮原学

## レコーディング参加
- 潮崎裕己 - キーボード
- 山崎淳 - ギター
- 西山史晃 - ベース
- 田中一光 - ドラム